# Zgornja Sorica
Zgornja Sorica je naselje u slovenskoj Općini Železniku. Zgornja Sorica se nalazi u pokrajini Gorenjskoj i statističkoj regiji Gorenjskoj. 

## Stanovništvo
Prema popisu stanovništva iz 2002. godine naselje je imalo 173 stanovnika.